# Jamesport (Missouri)
Jamesport é uma cidade localizada no estado americano de Missouri, no Condado de Daviess.

## Demografia
Segundo o censo americano de 2000, a sua população era de 505 habitantes.
Em 2006, foi estimada uma população de 511, um aumento de 6 (1.2%).

## Geografia
De acordo com o United States Census Bureau tem uma área de
1,5 km², dos quais 1,5 km² cobertos por terra e 0,0 km² cobertos por água. Jamesport localiza-se a aproximadamente 240 m acima do nível do mar.

## Localidades na vizinhança
O diagrama seguinte representa as localidades num raio de 20 km ao redor de Jamesport.